# Чопра, Паринити
Паринити Чопра (англ. Parineeti Chopra; род. 22 октября 1988, Амбала, Харьяна) — индийская актриса, обладательница специального упоминания Национальной кинопремии, Filmfare Award за лучшую дебютную женскую роль и ряда других кинематографический наград Индии.

## Биография
Паринити родилась в пенджабской семье. Отец, Паван Чопра, — бизнесмен и поставщик индийской армии в Амбале, мать, Рина Чопра, — домохозяйка. Кроме неё, в семье ещё два сына: Шиванг и Сарадж. Актрисы Приянка Чопра, Мира Чопра и Маннара являются её кузинами. Паринити училась в монастыре Иисуса и Марии, обучалась классической индийской музыке. В интервью газете The Hindu она рассказала, что была хорошей студенткой и всегда хотела стать инвестиционным банкиром. В возрасте 17 лет Чопра переехала в Лондон, где в дальнейшем окончила Manchester Business School с тройным дипломом с отличием в области бизнеса, экономики и финансов. В 2009 году в связи с экономическим спадом вернулась в Индию, Мумбаи к своей кузине Приянке.
Во время съёмок фильма «Любовь невозможна» Приянка представила студии Yash Raj Films свою двоюродную сестру. Та начала работать в самой большой кинокомпании хинди фильмов в качестве менеджера по маркетингу и связям с общественностью. По иронии судьбы Паринити никогда не любила профессию актёров. Она считала эту работу только оправданием, чтобы носить больше косметики на лице. Но постепенно наблюдая за съёмками фильмов, она изменила своё мнение по поводу актёрства.

## Карьера
Во время продвижения фильма «Свадебная церемония» Паринити решила оставить работу менеджера для обучения в актёрской школе. Её карьера началась с роли второго плана в фильме «Леди против Рикки Бахла», за который девушка получила много хвалебных отзывов и кинематографических наград, в том числе и престижнейшую на языке хинди Filmfare Awards в категории «Лучший женский дебют». В 2012 году вышел фильм «Мятежники любви», где она сыграла в паре с Арджуном Капуром и за роль в котором была удостоена специального упоминания Национальной кинопремии. В 2011 году журнал Verve включил её в список «Самых влиятельных женщин года». В 2012 году она попала в список «Лучших актрис Болливуда». В 2013 году в интервью Hindustan Times актриса заявила, что намерена сниматься в фильмах, в которых сможет проявить себя, а не в тех, что создаются только для кассовых сборов.
В 2014 году вышли три фильма с её участием: «Она улыбается, она в западне!», где она снялась в паре с Сидхартом Малхотрой, «Пир любви» в паре с Адитьей Рой Капуром и «Прямо в сердце» с Ранвиром Сингхом, но только первый из них имел коммерческий успех, остальные два провалились. После этого актриса решила взять перерыв, во время которого она снялась только в фильме Dishoom (2016), сыграв эпизодическую роль невесты главного героя. Также она претендовала на главную женскую роль в телугуязычном фильме Spyder, с Махешем Бабу в главной роли, который должен был стать её дебютом на юге, но отказалась из-за занятости и незнания языка телугу, вместо неё роль исполнила Ракул Прит Сингх.
В 2017 году после трёхлетнего перерыва с её участием вышли два фильма: провалившийся в прокате Meri Pyaari Bindu, где она дебютировала в качестве певицы, и один из наиболее коммерчески успешных фильмов года — Golmaal Again, где она заменила ушедшую в декрет Карину Капур.
В 2018 году выпущен фильм Namastey England, в котором она снова снялась в паре с Арджуном Капуром, но он провалился в прокате. В марте 2019 она появилась на экранах в военной драме Kesari с Акшаем Кумаром, описывающей события приведшие к битве при Сарагари. Фильм хорошо показал себя в прокате, собрав в первую неделю более 1 млрд рупий.
Сейчас Паринити снимается в романтическом триллере Sandeep Aur Pinky Faraar, где она снова появится в паре с Арджуном Капуром.

## Фильмография
| Год  |   | Русское название              | Оригинальное название    | Роль                  |
| ---- | - | ----------------------------- | ------------------------ | --------------------- |
| 2011 | ф | Леди против Рикки Бахла       | Ladies vs. Ricky Bahl    | Димпл Чаддха          |
| 2012 | ф | Мятежники любви               | Ishaqzaade               | Зоя Куреши            |
| 2013 | ф | Настоящий индийский роман     | Shuddh Desi Romance      | Гаятри                |
| 2014 | ф | Она улыбается, она в западне! | Hasee Toh Phasee         | Мита Соланки          |
| 2014 | ф | Пир любви                     | Daawat-e-Ishq            | Гульрез «Гуллу» Кадир |
| 2014 | ф | Прямо в сердце                | Kill Dill                | Диша                  |
| 2016 | ф | Выстрел                       | Dishoom                  | Мускан Кюреши (камео) |
| 2017 | ф |                               | Meri Pyaari Bindu        | Бинду Шанкарнараянан  |
| 2017 | ф |                               | Golmaal Again            | Приянка               |
| 2018 | ф |                               | Sandeep Aur Pinky Faraar | Pinky                 |
| 2019 | ф |                               | Kesari                   |                       |